# Ragnheiður (Name)
Ragnheiður ist ein isländischer weiblicher Vorname.

## Namensträgerinnen
- Ragnheiður Elín Árnadóttir (* 1967), isländische Politikerin
- Ragnheiður Ragnarsdóttir (* 1984), isländische Schauspielerin und ehemalige Schwimmerin
- Ragnheiður Ríkharðsdóttir (* 1949), isländische Politikerin